# Rusty-Jake Rodriguez
Rusty-Jake Rodriguez (* 24. Dezember 2000 in Wien) ist ein österreichischer Dartspieler.

## Karriere
Rusty-Jake Rodriguez kam durch seine Familie bereits in jungen Jahren zum Dartsport. Bereits 2013 debütierte er beim Europe Cup Youth in Ungarn in der österreichischen Jugend-Nationalmannschaft. Ein Jahr später gelang ihm bei diesem Turnier der Halbfinaleinzug. 2015 konnte er beim Juniorenturnier der Austrian Open seinen ersten internationalen Titel gewinnen, sein zweiter folgte bei den Czech Open ein paar Monate später. Bis ins Finale ging es beim Junioren WDF World Cup, wo er gegen den Niederländer Maikel Verberk mit 3:6 unterlag.
Auch 2016 verlief für Rodriguez gut, so spielte er sich beim Jugendturnier der German Open in Bochum bis ins Endspiel. Doch mit Justin van Tergouw war es erneut ein Niederländer, der Rodriguez am Titelgewinn hinderte. Am Folgetag startete der Österreicher dann auch am Herrenturnier des German Masters, wo er das Achtelfinale erreichte. Es folgte die Titelverteidigung bei den Austrian Open in Wien. Im November kehrte Rodriguez mit drei Titeln aus Ungarn zurück. Dort konnte er im Juniorenbereich das Hungarian Classic sowie das Hungarian Masters gewinnen. Außerdem gelang ihm als einer der jüngsten Spieler in der Geschichte der Turniersieg beim Hungarian Masters der Herren.
2017 versuchte sich Rodriguez erstmals bei der PDC Qualifying School (Q-School) konnte jedoch keine Tourkarte erspielen. Es folgte ein weiterer WDF-Juniorentitel bei den German Open und sein erster Sieg bei der Professional Darts Corporation im Rahmen der Development Tour Ende Mai in Hildesheim. Wenig später gab er dann auch sein Debüt auf der European Darts Tour als er sich für die Austrian Darts Open 2017 qualifizierte. Bei seiner Premiere besiegte Rodriguez den Engländer Ritchie Edhouse mit 6:2, schied danach jedoch gegen Kim Huybrechts mit 3:6 aus. Zusammen mit Thomas Langer gewann er im Doppel beim WDF Europe Cup Youth. Zum Abschluss des Jahres folgte der Gewinn der JDC World Championship.
Im Juni des Folgejahres konnte sich Rodriguez für die erste Auflage der Danish Darts Open 2018 qualifizieren. Dort schied der Wiener nach einem Sieg über William O’Connor in der ersten Runde, gegen James Wade mit 4:6 in Runde zwei aus. Es folgte eine Teilnahme an den Dutch Darts Championship 2018. 2019 erreichte Rodriguez auf der Challenge Tour zweimal das Halbfinale und qualifizierte sich für die Austrian Darts Championship 2019. Dort gelang ihm mit einem 6:3 über Ted Evetts sein dritter Sieg auf der European Tour. Ein weiterer gegen Ian White in Runde zwei jedoch aus. Im Endspiel des südosteuropäischen Qualifikationsturnier für die PDC World Darts Championship 2020 unterlag Rodriguez seinem Landsmann Zoran Lerchbacher im Decider. Zu Beginn des Jahres 2021 verpasste Rodriguez bei der Q-School knapp eine Tourkarte.
Jedoch qualifizierte er sich für die UK Open 2021 und nahm als Nachrücker an beinahe allen Players Championships 2021 teil. Bei den UK Open scheiterte Rodriguez zwar bereits in Runde 1 an Boris Kolzow, auf dem Floor erreichte er jedoch konstant gute Ergebnisse, unter anderem fünf Achtelfinals. Dadurch qualifizierte er sich nicht nur für die Players Championship Finals, sondern auch über die PDC Pro Tour Order of Merit für die PDC World Darts Championship, bei der er nach einem Sieg über Ben Robb am gesetzten Spieler Chris Dobey scheiterte.
Gleichzeitig startete Rodriguez außerdem bei der PDC European Challenge Tour und PDC European Development Tour. Die Jugendtour dominierte er von Beginn an und gewann bereits am ersten Wochenende drei von sechs Turnieren. Auch am zweiten Wochenende erreichte er zwei Siege und schloss somit der Order of Merit als Erstplatzierter ab. Daraus resultiert zum einen die Tour Card für die PDC Pro Tour 2022 und 2023, als auch die Qualifikation für den Grand Slam of Darts. Bei letzterem schied er mit 0 Punkten bereits in der Gruppenphase aus.
Bei den UK Open 2022 musste Rodriguez in Runde eins bereits eine deutliche 2:6-Niederlage gegen Ryan Harrington einstecken. In seiner ersten Players Championship-Saison stand er lediglich ein einziges Mal in der dritten Runde. Allerdings qualifizierte er sich dreimal für die European Darts Tour 2022. Bei der Hungarian Darts Trophy besiegte er zunächst Jeff Smith mit 6:2, bevor er sich auch deutlich gegen Danny Noppert mit 6:1 durchsetzte. Im Achtelfinale schlug er außerdem Madars Razma mit 6:4 und zog somit ins Viertelfinale ein. Dieses verlor er allerdings gegen Joe Cullen, ähnlich erfolgreich verliefen für Rodriguez die Belgian Darts Open, bei denen er mit Siegen über wieder Jeff Smith und Damon Heta bis ins Achtelfinale kam, das gegen Martin Schindler verloren ging. Bei der Gibraltar Darts Trophy schied er nach einem Sieg gegen Rob Cross aus. Die PDC World Youth Championship 2022 durfte Rodriguez wieder spielen und war an Position 12 gesetzt. Er verlor aber in seiner Gruppe gegen Justin van Tergouw und schied somit als Gruppenzweiter aus.
Bei den UK Open 2023 stieg Rodriguez erst in Runde zwei ein, unterlag hier aber direkt Luke Littler mit 2:6. Die Players Championship-Saison verlief zwar mit zwei Achtelfinalteilnahmen etwas besser, er verpasste aber trotzdem erstmal jede weitere Major-Qualifikation. Auf der PDC Development Tour 2023 konnte er dafür wieder ein Turnier gewinnen und die PDC World Youth Championship spielen. Wie im Vorjahr verlor er dabei allerdings ein Gruppenspiel, diesmal gegen Jacob Gwynne, und schied somit als Gruppenzweiter aus.
Über den Tour Card Holder Qualifier spielte er sich daraufhin zur PDC World Darts Championship 2024, wo er der einzige Österreicher war. Dort scheiterte er allerdings bereits in Runde eins mit 0:3 am Schotten Cameron Menzies. Damit stand außerdem fest, dass Rodriguez als 84. der PDC Order of Merit seine Tour Card wieder abgeben muss.
Bei der Q-School 2024 nahm Rodriguez wieder teil und startete in der Final Stage. Er schaffte es dabei am ersten Tag ins Achtelfinale und erspielte insgesamt drei Punkte für die Rangliste, blieb jedoch am Ende ohne Tour Card zurück.
Auch an der Q-School 2025 nahm Rodriquez teil und konnte sich dort in der First Stage über die Rangliste für die Final Stage qualifizieren. Dort konnte er zwar kein Turnier gewinnen, über die Rangliste gelang ihm jedoch trotzdem die Qualifikation für eine Tour Card.

## Weltmeisterschaftsresultate

### JDC
- 2017: Sieger (5:4-Sieg gegen  Owen Roelofs)
- 2018: Achtelfinale (3:4-Niederlage gegen  Keelan Kay)

### PDC-Jugend
- 2017: 2. Runde (2:6-Niederlage gegen  Corey Cadby)
- 2018: 1. Runde (4:6-Niederlage gegen  Mike van Duivenbode)
- 2019: 1. Runde (4:6-Niederlage gegen  Ryan Meikle)
- 2020: 1. Runde (5:6-Niederlage gegen  Jarred Cole)
- 2021: Viertelfinale (1:5-Niederlage gegen  Kevin Doets)
- 2022: Gruppenphase (4:5-Niederlage gegen  Justin van Tergouw, 5:4-Sieg gegen  Kaden Anderson)
- 2023: Gruppenphase (4:5-Niederlage gegen  Jacob Gwynne, 5:0-Sieg gegen  Connor Watt)
- 2024: Gruppenphase (0:5-Niederlage gegen  Bradley Brooks, 4:5-Niederlage gegen  Kevin Lankhuizen und 3:5-Niederlage gegen  Myles Avory)

### PDC
- 2022: 2. Runde (2:3-Niederlage gegen  Chris Dobey)
- 2024: 1. Runde (0:3-Niederlage gegen  Cameron Menzies)

## Turnierergebnisse
| Turnier                                    | 2021               | 2022               | 2023               | 2024               | 2025 |
| ------------------------------------------ | ------------------ | ------------------ | ------------------ | ------------------ | ---- |
| PDC-Ranking-Turniere                       |                    |                    |                    |                    |      |
| Weltmeisterschaft                          | n/q                | 2R                 | n/q                | 1R                 | n/q  |
| UK Open                                    | 1R                 | 1R                 | 2R                 | 1R                 | 2R   |
| Grand Slam of Darts                        | GP                 | nicht qualifiziert | nicht qualifiziert | nicht qualifiziert |      |
| Players Championship Finals                | 1R                 | nicht qualifiziert | nicht qualifiziert | nicht qualifiziert |      |
| PDC-Turniere ohne Einfluss auf das Ranking |                    |                    |                    |                    |      |
| World Cup of Darts                         | nicht teilgenommen | nicht teilgenommen | nicht teilgenommen | nicht teilgenommen | GP   |
| Karrierestatistiken                        |                    |                    |                    |                    |      |
| Jahresendplatzierung                       | 91                 | 106                | 89                 | –                  |      |

| Legende zu den Turnierergebnissen | Legende zu den Turnierergebnissen | Legende zu den Turnierergebnissen | Legende zu den Turnierergebnissen | Legende zu den Turnierergebnissen | Legende zu den Turnierergebnissen | Legende zu den Turnierergebnissen | Legende zu den Turnierergebnissen | Legende zu den Turnierergebnissen | Legende zu den Turnierergebnissen |
| --------------------------------- | --------------------------------- | --------------------------------- | --------------------------------- | --------------------------------- | --------------------------------- | --------------------------------- | --------------------------------- | --------------------------------- | --------------------------------- |
| n/t                               | nicht teilgenommen                | n/q                               | nicht qualifiziert                | n/a                               | nicht ausgetragen                 | #R                                | Aus in jeweiliger Runde           | GP                                | Aus in der Gruppenphase           |
| AF                                | Achtelfinalist                    | VF                                | Viertelfinalist                   | HF                                | Halbfinalist                      | F                                 | Turnierfinalist                   | S                                 | Turniersieger                     |

## Titel und Erfolge

### PDC
- Secondary Tour Events
  - PDC Development Tour
    - PDC Development Tour 2017: 12
    - PDC European Development Tour 2021: 2, 5, 6, 7, 9
    - PDC Development Tour 2023: 21

## Privates
Rodriguez‘ Eltern stammen ursprünglich von den Philippinen. Zum Dartspielen kam er über seinen Vater Sonny Rodriguez.
Seine älteren Bruder Roxy-James und Rowby-John und sein jüngerer Bruder Ridgy-Jorg sind ebenfalls Dartspieler.